# 172-й гаубичный артиллерийский полк
172-й гаубичный артиллерийский полк — воинская часть Вооружённых Сил СССР в Великой Отечественной войне.

## История
Полк сформирован в 1937 году в составе 65-й стрелковой дивизии, на начало войны оставался в её составе, в 1939 году дислоцировался в Ишиме, с 1940 года дислоцировался в Читинской области. В полк входили два дивизиона 122-мм гаубиц и дивизион 152-мм гаубиц. С 20 октября 1941 года начал переброску на фронт.
В действующей армии во время Великой Отечественной войны с 14 ноября 1941 по 25 июня 1943 года.
С ноября 1941 по конец января 1942 года повторил боевой путь 65-й стрелковой дивизии, действовал под Тихвином, Будогощью, Грузино. 28 января 1942 года из состава дивизии изъят и передан в 59-ю армию, до августа 1942 года действует по Волхову, обеспечивает огнём действия частей армии в Любанской операции, в частности в районе Спасской Полисти.
В августе 1942 года получил пополнение в виде остатков 839-го гаубичного полка, погибшего в окружении под Мясным Бором. Осенью 1942 года принимает участие в Синявинской операции. В ноябре 1942 года вошёл в состав сформированной 2-й артиллерийской дивизии прорыва, а в конце того же месяца в состав 4-й гаубичной бригады.
В январе 1943 года поддерживал огнём войска 2-й ударной армии в ходе операции по прорыву блокады Ленинграда, нанося в том числе удары по Рабочему посёлку № 5. С марта 1943 года поддерживает войска 8-й армии, в том числе в ходе Мгинско-Шапкинской операции.
25 июня 1943 года был преобразован в 226-й гвардейский гаубичный артиллерийский полк, бригада тоже стала гвардейской — 10-й гвардейской гаубичной артиллерийской бригадой.

## Подчинение
| Дата            | Фронт (округ)                                              | Армия               | Корпус                 | Дивизия                            | Бригада                              | Примечания |
| --------------- | ---------------------------------------------------------- | ------------------- | ---------------------- | ---------------------------------- | ------------------------------------ | ---------- |
| 22.06.1941 года | Забайкальский военный округ                                | -                   | 12-й стрелковый корпус | 65-я стрелковая дивизия            | -                                    | -          |
| 01.07.1941 года | Забайкальский военный округ                                | -                   | 12-й стрелковый корпус | 65-я стрелковая дивизия            | -                                    | -          |
| 10.07.1941 года | Забайкальский военный округ                                | -                   | 12-й стрелковый корпус | 65-я стрелковая дивизия            | -                                    | -          |
| 01.08.1941 года | Забайкальский военный округ                                | 36-я армия          | -                      | 65-я стрелковая дивизия            | -                                    | -          |
| 01.09.1941 года | Забайкальский военный округ                                | 36-я армия          | -                      | 65-я стрелковая дивизия            | -                                    | -          |
| 01.10.1941 года | Забайкальский военный округ                                | 36-я армия          | -                      | 65-я стрелковая дивизия            | -                                    | -          |
| 01.11.1941 года | Резерв Ставки ВГК                                          | -                   | -                      | 65-я стрелковая дивизия            | -                                    | -          |
| 01.12.1941 года | -                                                          | 4-я отдельная армия | -                      | 65-я стрелковая дивизия            | -                                    | -          |
| 01.01.1942 года | Волховский фронт                                           | 4-я армия           | -                      | 65-я стрелковая дивизия            | -                                    | -          |
| 01.02.1942 года | Волховский фронт                                           | 59-я армия          | -                      | -                                  | -                                    | -          |
| 01.03.1942 года | Волховский фронт                                           | 59-я армия          | -                      | -                                  | -                                    | -          |
| 01.04.1942 года | Волховский фронт                                           | 59-я армия          | -                      | -                                  | -                                    | -          |
| 01.05.1942 года | Ленинградский фронт (Группа войск Волховского направления) | 59-я армия          | -                      | -                                  | -                                    | -          |
| 01.06.1942 года | Ленинградский фронт (Волховская группа войск)              | 59-я армия          | -                      | -                                  | -                                    | -          |
| 01.07.1942 года | Волховский фронт                                           | 59-я армия          | -                      | -                                  | -                                    | -          |
| 01.08.1942 года | Волховский фронт                                           | 59-я армия          | -                      | -                                  | -                                    | -          |
| 01.09.1942 года | Волховский фронт                                           | 8-я армия           | -                      | -                                  | -                                    | -          |
| 01.10.1942 года | Волховский фронт                                           | 2-я ударная армия   | -                      | -                                  | -                                    | -          |
| 01.11.1942 года | Волховский фронт                                           | 8-я армия           | -                      | -                                  | -                                    | -          |
| 01.12.1942 года | Волховский фронт                                           | -                   | -                      | 2-я артиллерийская дивизия прорыва | -                                    | -          |
| 01.01.1943 года | Волховский фронт                                           | -                   | -                      | 2-я артиллерийская дивизия прорыва | 4-я гаубичная артиллерийская бригада | -          |
| 01.02.1943 года | Волховский фронт                                           | -                   | -                      | 2-я артиллерийская дивизия прорыва | 4-я гаубичная артиллерийская бригада | -          |
| 01.03.1943 года | Ленинградский фронт                                        | 2-я ударная армия   | -                      | 2-я артиллерийская дивизия прорыва | 4-я гаубичная артиллерийская бригада | -          |
| 01.04.1943 года | Волховский фронт                                           | 8-я армия           | -                      | 2-я артиллерийская дивизия прорыва | 4-я гаубичная артиллерийская бригада | -          |
| 01.05.1943 года | Волховский фронт                                           | 8-я армия           | -                      | 2-я артиллерийская дивизия прорыва | 4-я гаубичная артиллерийская бригада | -          |
| 01.06.1943 года | Волховский фронт                                           | 8-я армия           | -                      | 2-я артиллерийская дивизия прорыва | 4-я гаубичная артиллерийская бригада | -          |

## Командиры
- Подполковник И. С. Казаков (1941-1942)